# Salmonby
Salmonby – wieś w Anglii, w hrabstwie Lincolnshire, w dystrykcie East Lindsey. Leży 35 km na wschód od Lincoln i 193 km na północ od Londynu.